# 傅举孚
傅举孚（1920年5月—2016年12月7日），男，湖南湘乡人，中国化学工程专家，曾任北京化工学院教授、博士生导师，国务院学位委员会第二届学科评议组成员。